# Santa Catalina (Piura)
Santa Catalina es un caserío peruano ubicado en el distrito de Tambogrande, perteneciente a la provincia y departamento de Piura, al noreste del Perú. 

## Ubicación
Santa Catalina se ubica al norte de la provincia de Piura, en el distrito de Tambogrande, en el departamento de Piura.

## Demografía
En 2017 Santa Catalina tenía una población de 199 habitantes.